# Joseph Merrick

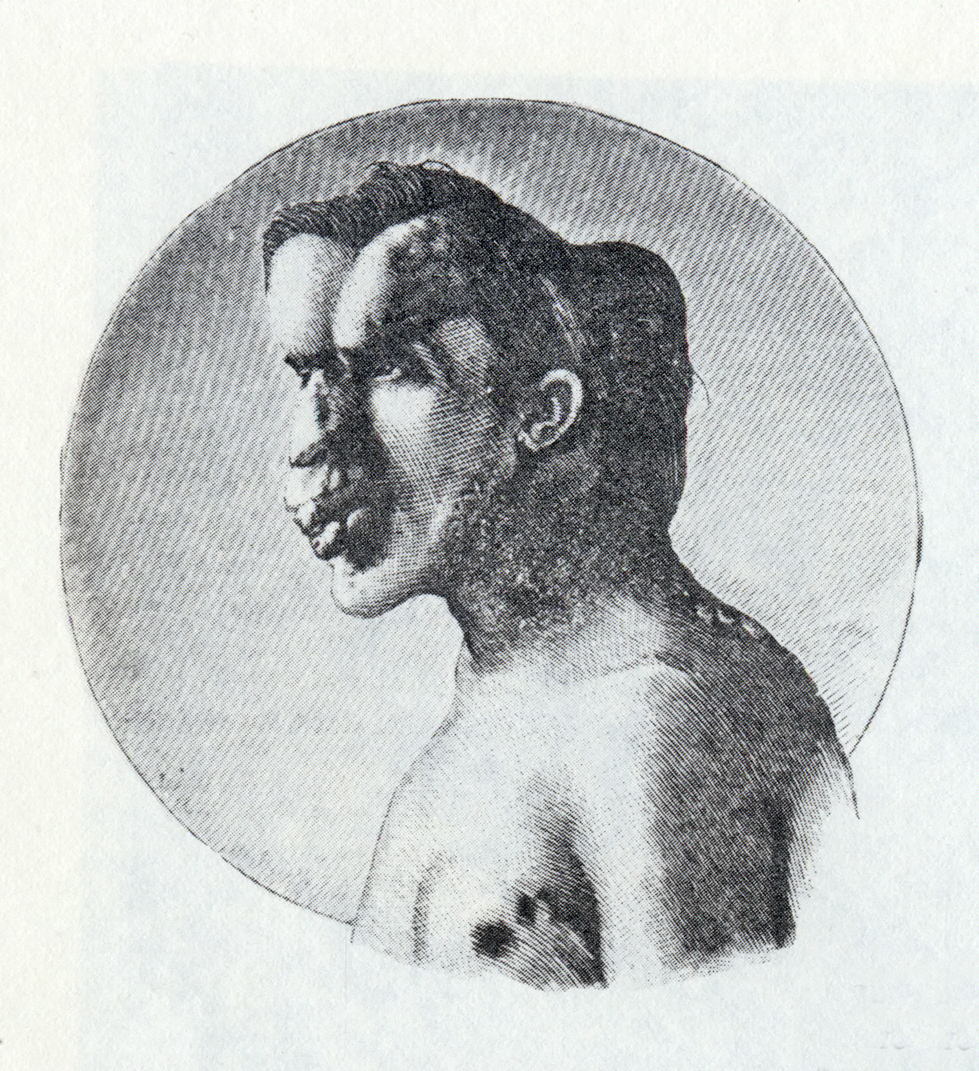
Joseph Merrick 1886.

Joseph Carey Merrick, también conocido como el Hombre Elefante (Leicester, Inglaterra, 5 de agosto de 1862-Londres, 11 de abril de 1890), fue un ciudadano inglés que se hizo famoso debido a las terribles malformaciones que padeció desde el año y medio de edad. Condenado al rechazo general y pasando varios años en ferias y exhibiciones de fenómenos, solo encontró sosiego en sus últimos años de vida. A pesar de su desgraciada enfermedad, sobresalió por su carácter dulce y educado. La mayor parte de su vida se le tildó de no tener una inteligencia destacada, pero en sus postrimerías demostró que tenía una inteligencia superior al promedio. Padeció síndrome de Proteus, del cual podría representar el caso más grave conocido hasta el momento.[cita requerida]
Su vida fue llevada al cine en la película de 1980 The Elephant Man, dirigida por David Lynch y protagonizada por John Hurt como Merrick y sir Anthony Hopkins como el doctor Frederick Treves. 

## Biografía

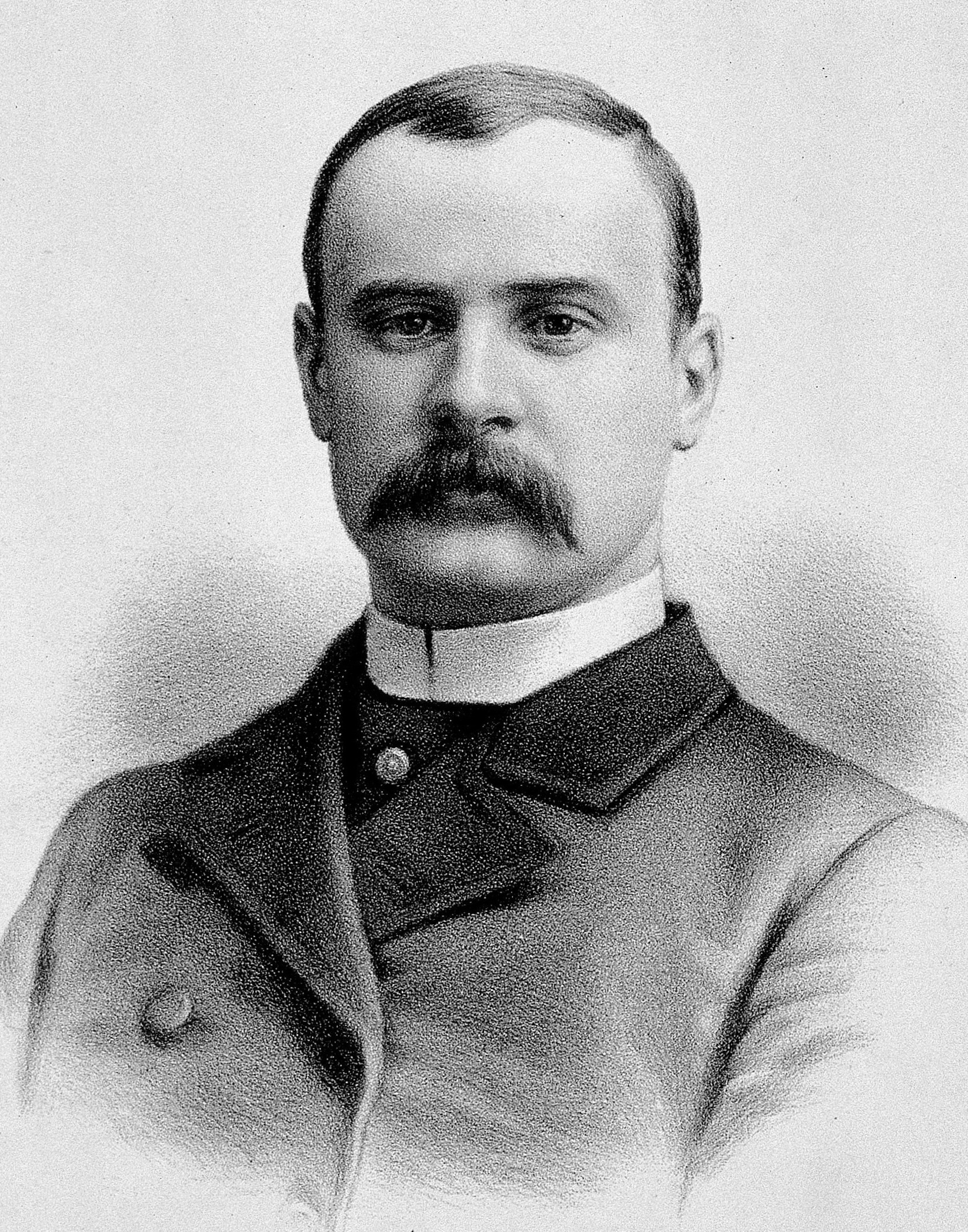
El amigo y doctor de Joseph Merrick, Frederick Treves, en 1884.

Joseph Carey Merrick era hijo del matrimonio conformado por el comerciante Joseph Rockley Merrick (1838-1897) y Mary Jane Merrick (1837-1873). Tanto sus padres, como su hermano Willian Arthur  (1865-1870, muerto por escarlatina) y su hermana Marion Eliza (1867-¿?) , eran de apariencia normal. Presentó los primeros síntomas de su enfermedad a los 18 meses, cuando su madre notó algunas pequeñas verrugas al bañarle. A partir de los 4 o 5 años de edad, en su cuerpo empezaron a formarse bultos y los huesos de sus extremidades y su cráneo se desarrollaron de forma anormal, agravado por una grave caída que le afectó a la cadera y le dejó cojo. En la edad adulta no llegó a superar el 1,57 m de altura.
Según su propio testimonio, de niño nunca pudo jugar con sus compañeros de colegio puesto que sus piernas y su cadera deformadas se lo impedían. A partir de entonces, el coraje y la valentía para sobreponerse a su enfermedad serían las constantes que definirían su vida. Su madre, Mary Jane, se empeñó en que asistiera a la escuela. Ella, aunque procedía del campo y de familia muy humilde, sabía leer y escribir y estaba muy ligada a la iglesia bautista de Leicester. Colaboraba dando clases dominicales a los niños que no podían acudir a la escuela durante la semana porque tenían que trabajar.
Cuando las deformaciones de Joseph empezaron a ser ya espectaculares, muchas personas se agrupaban en la calle para observarlo, hecho que hizo que Mary Jane lo llevara y trajera personalmente del colegio. También lo llevaba consigo cuando daba clases en la escuela dominical. Así, Joseph pasó toda su infancia al lado de su madre, lo que le desarrolló una gran dependencia de ella. De mayor, siempre la recordó como una madre muy cariñosa y entregada a sus hijos.

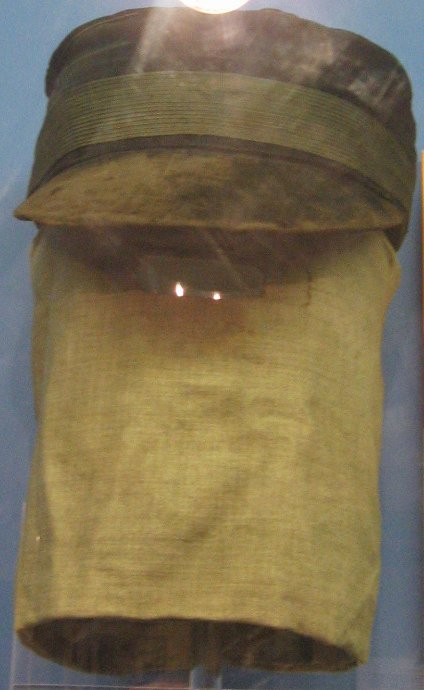
Capucha y gorra de Merrick.

Joseph tuvo dos hermanos menores: William, nacido sano en 1866 y que falleció de escarlatina en 1870, y Marion Eliza, nacida enfermiza en 1867 y muerta en 1891 de mielitis y convulsiones.

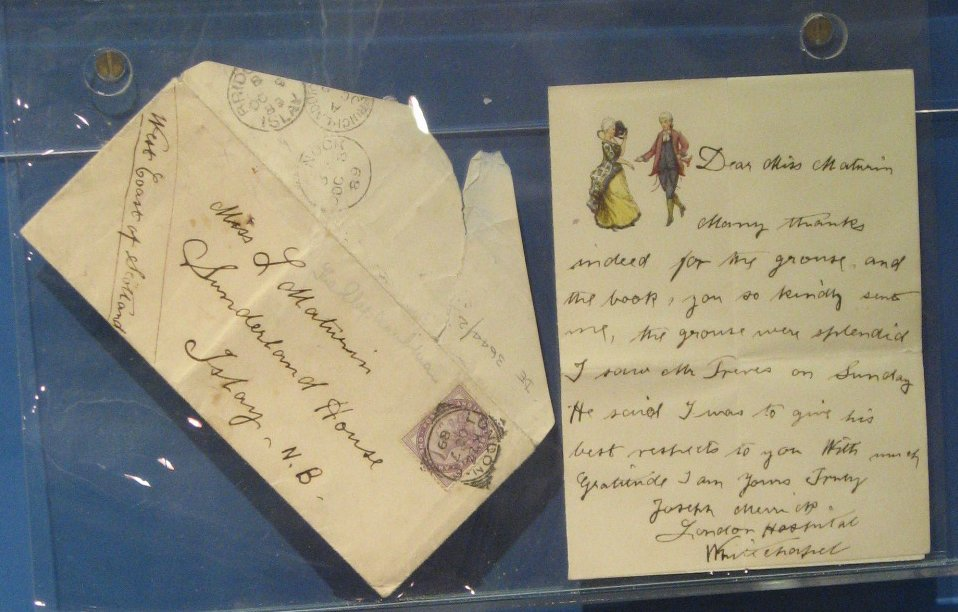
Única carta escrita por Merrick conservada, donde agradece a la joven viuda amiga de Treves el gesto que tanto lo emocionó de haberle ido a ver y estrecharle la mano.

El padre de Joseph, que siempre se había ganado la vida como cochero, abrió hacia 1870 una pequeña mercería que regentó junto a su mujer hasta 1873, año en que ella falleció a causa de bronconeumonía. Según Joseph (que tenía por entonces 11 años), ese fue el peor suceso de su vida, incluso peor que su enfermedad, ya que junto con su madre se iba la única persona que le había demostrado amor verdadero y lo había cuidado. Se quedó totalmente solo, y en este punto es cuando empezaron sus mayores padecimientos.

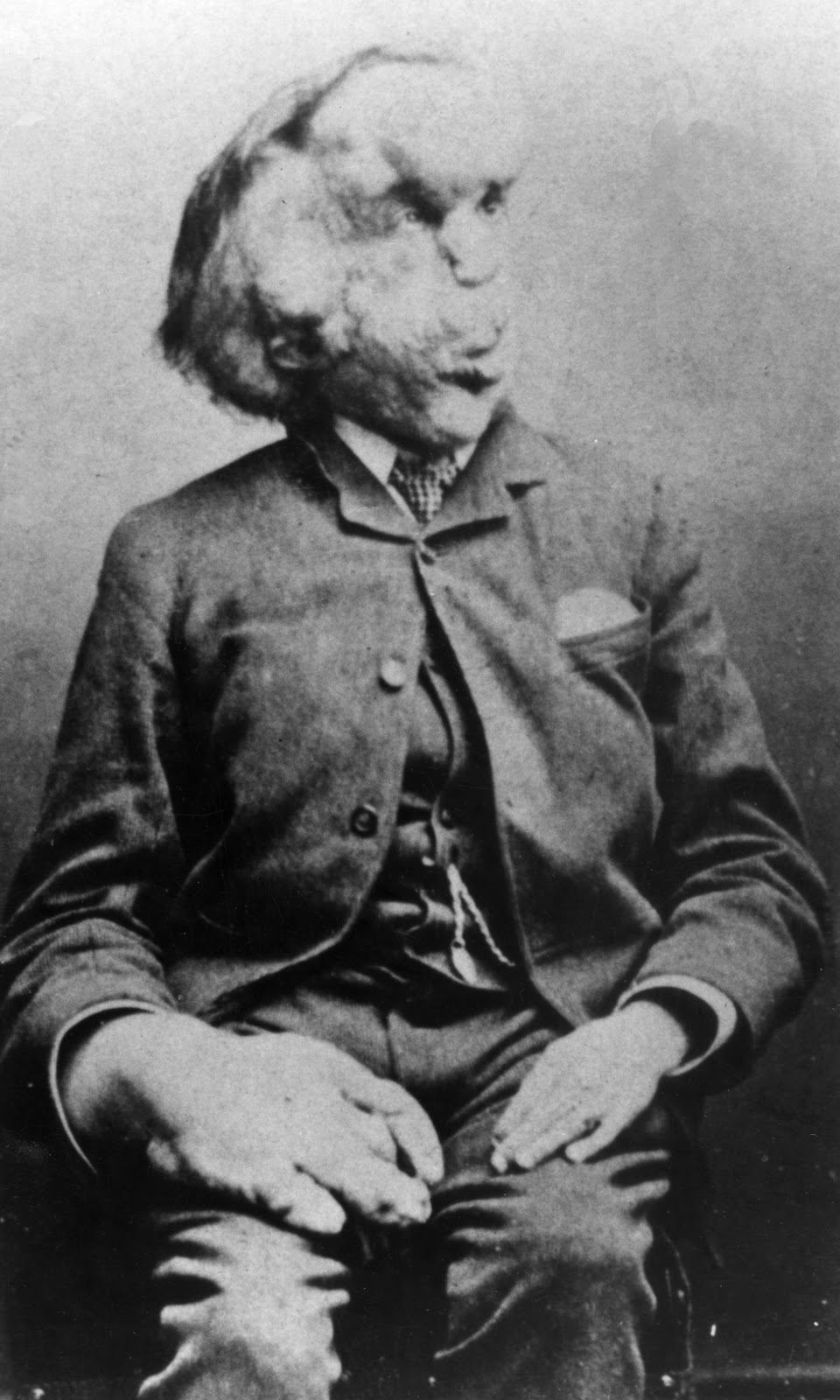
Joseph Merrick fotografiado en 1889.

Poco tiempo después, su padre volvería a casarse con una viuda que tenía dos hijos; con ello, sus desgracias se recrudecieron, entrando así en una de las etapas más infelices de su vida, ya de por sí trágica. Su madrastra y hermanastros no lo aceptaron y, además de las vejaciones continuas que le propinaban e ignorando todas las dificultades que le ocasionaban sus deformidades, le exigieron que trabajase y ganase dinero para contribuir al sustento de la familia. Le reprochaban continuamente que se escudaba en sus malformaciones para no tener que trabajar. Joseph recordaba que su madrastra solía quitarle el plato de comida cuando todavía estaba a medio terminar recriminándole que, con lo poco que aportaba al hogar, lo que se había comido era mucho más de lo que merecía.
Ante la insistencia de la madrastra, y gracias a la colaboración de su tío Charles Merrick, consiguió emplearse en una fábrica de cigarros. En ella, estuvo trabajando durante dos años, hasta que su gigantesca y deformadísima mano derecha le impidió seguir atando hojas y, consecuentemente, lo despidieron.

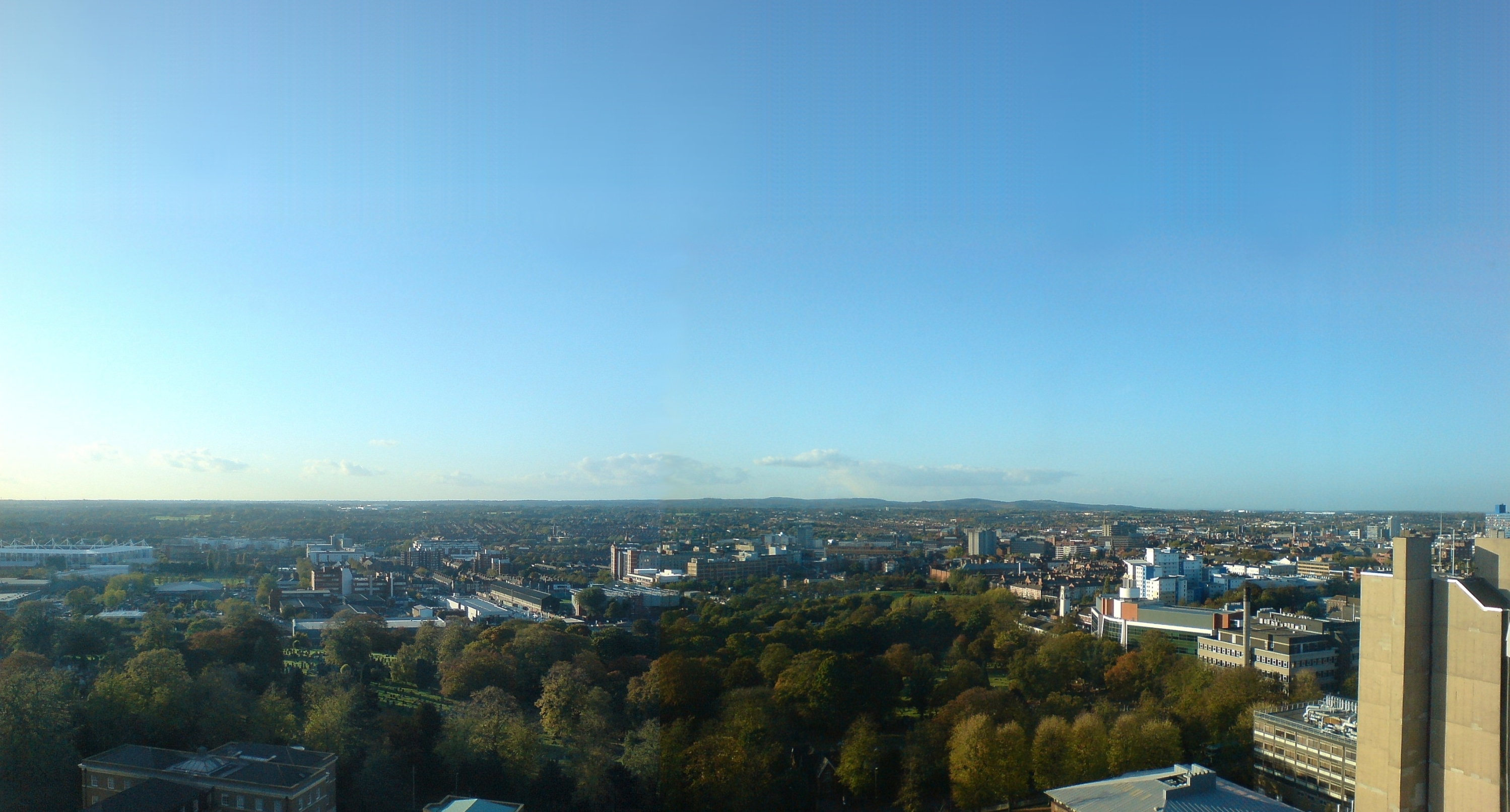
Leicester, Inglaterra, ciudad natal de Merrik.

Las continuas humillaciones domésticas de las que era víctima, y aunque ello le supusiese perder el almuerzo, lo llevaron a escaparse varias veces de casa. Su padre salía a buscarlo y Joseph sólo accedía a regresar si su padre le prometía que lo tratarían mejor. En estas huidas tampoco conseguiría escapar al dolor, pues sufría una gravísima deformación en la cadera que, unida a una pronunciada escoliosis, le requerían un esfuerzo adicional para mantenerse en pie. Su padre, al que posteriormente en su autobiografía le reprocharía que nunca lo quiso como a un hijo, le consiguió una licencia de vendedor ambulante. Con un carro de mano, Joseph recorría las calles de Leicester vendiendo artículos de la mercería de su padre. En pleno desarrollo de la adolescencia, las dolencias de Joseph empeoraban y su aspecto era ya impactante. Su imagen ya causaba sorpresa y, evidentemente, su labor como vendedor fue un fracaso total. 
Por esos días, la mandíbula de Joseph se había deformado y un gran tumor le iba creciendo justo encima de la boca haciendo que su manera de hablar fuera casi ininteligible. Al final de su vida Merrick describiría cómo en ese nuevo periplo por las calles de Leicester, niños y mayores se apiñaban a su alrededor gritándole e insultándolo. Al no vender nada, en su casa las cosas no mejoraron y a veces, Joseph daba a su padre el dinero que le daban para el almuerzo haciéndolo pasar como si fuera dinero obtenido de las ventas, así que prefería pasar el día sin comer antes que soportar las reprimendas de su madrastra. 
Finalmente, la insoportable presión familiar, los sucesivos ultimátum de su madrastra hacia su padre y un castigo físico hicieron que Joseph se marchara de casa para siempre, llevándose sus pocas pertenencias en su carro de vendedor a la edad de quince años. Tras marcharse de casa, continuó vendiendo durante el día las mercancías de la mercería que se había llevado consigo y por la noche dormía en la calle. Su tío, Charles Merrick, hermano menor de su padre, regentaba una barbería y alertado por vecinos de la situación de su sobrino, salió a buscarlo y lo tuvo en su casa durante dos años. Joseph siempre recordó el buen trato que recibió de sus tíos. Su tío, quien falleció en 1925, testimonió el mal trato que recibió Joseph por parte de su madrastra y el total abandono de su padre. Este hecho hizo que las relaciones entre Charles y su hermano fueran muy tensas. También mencionaba Charles Merrick la gran voluntad de su sobrino a quien veía salir todos los días a vender con su carro aun sabiendo que regresaría con las manos vacías.
En 1879, la vida de Joseph volvió a complicarse. El gremio local de vendedores ambulantes había denunciado que Joseph Merrick daba «mala imagen» al sector y pidió que no se le renovara la licencia para vender. Joseph ignoraba esa queja y cuando fue a renovar su licencia se encontró que le negaban la renovación. La casa de su tío era muy pequeña y Charles y su esposa esperaban un hijo. Joseph pensó que era una carga muy grande para ellos y que no debía abusar de su amabilidad. Aun en contra de la opinión de su tío, Joseph decidió ingresar en la Leicester Union WorkHouse a finales de 1879. Las condiciones de vida de las denominadas Workhouse (casas de trabajo) eran sumamente duras y Joseph las resistió durante doce semanas. Salió, pero sólo por dos días. Cuando se dio cuenta de que jamás encontraría trabajo como una persona normal, tuvo que regresar y permaneció allí durante cuatro años. 
Joseph siempre habló de su estancia en ese local con miedo y horror. Al cuarto año de estar allí, la protuberancia que le crecía en la cara ya le impedía comer y los responsables de la Work House creyeron conveniente llevarlo a la «Leicester Infirmary» para que lo operaran y, de paso, se lo quedaran, ya que en la Work House no se daba asilo a aquellos que no podían ganarse la sopa y la cama que les ofrecía el Estado inglés a cambio de trabajo. 
En la Leicester Infirmary le operaron de la protuberancia en forma de trompa de elefante que dio origen a su apodo. Joseph recordaba que la operación fue muy dolorosa pero que le consiguieron quitar medio kilogramo de tejido y que pudo volver a comer mejor y hablar con más claridad. Mientras se recuperaba de la operación se acrecentó su deseo de no regresar a la Work House y pensó cómo podía ganarse la vida. Exhibirse en las ferias ambulantes de la época era la única salida para él aunque no le gustara la idea. Merrick supo por un periódico que un conocido promotor de ferias llamado Sam Torr estaba en Leicester y decidió escribirle contándole su situación y que estaba interesado en trabajar para él. El promotor, en cuanto lo vio, supo que iba a hacer negocio. Inmediatamente lo incorporó a su feria ambulante y así Joseph empezó su tránsito por Inglaterra exhibiéndose. Su número era una gran atracción al correr agosto de 1884.
De Sam Torr pasó a la tienda de curiosidades del empresario Tom Norman. De su etapa en las ferias ambulantes no tenía un mal recuerdo e incluso llegó a hacer amistades con otros compañeros de trabajo. Con Tom Norman llegó a Londres a finales de 1884. Norman tenía un local frente al Royal London Hospital (Hospital Real de Londres), donde exhibió a Joseph durante unas semanas. Cuando descubrió que debido al tamaño de su cabeza debía dormir sentado a riesgo de «despertar con el cuello roto», Norman le encargó a un carpintero una cama especial para él. Fue por ese tiempo cuando el médico Frederick Treves vio a Joseph por primera vez gracias a una recomendación de unos estudiantes de medicina que conocían su interés por todo lo relacionado con las enfermedades deformantes. Treves quedó fuertemente impactado con el aspecto de Joseph Merrick y solicitó a Tom Norman que le dejase hacerle un reconocimiento médico. Treves observó a primera vista que Joseph había sido operado en la cara puesto que le notó la cicatriz y el queloide consiguiente que se le había formado sobre el labio superior. 
Treves dio una tarjeta de visita a Tom Norman que le permitiría poder entrar en el hospital sin cita previa y sin preguntas. Gracias a esa tarjeta, Tom Norman llevó a Joseph Merrick discretamente al hospital y allí Treves lo tuvo varios días haciéndole reconocimientos y lo mostró a la comunidad científica del hospital y de otros centros médicos, quedando patente que la enfermedad era incurable y que no se podía quedar en el establecimiento. Según Norman, después de dos o tres veces, Merrick le dijo que no quería volver porque se «había sentido como un animal en un mercado de ganado». Durante ese tiempo, Joseph, por timidez, miedo y porque no se expresaba bien debido a su boca deformada, no mantuvo casi conversación con Treves. Tal fue por su mutismo por lo que Treves pensó que tenía retraso mental, aunque ello no era cierto.
La exhibición en Londres continuó hasta casi la primavera de 1885, cuando fue cerrada por las autoridades. No era la primera vez que la exhibición de Joseph era clausurada por encontrarla «indecente» debido al sorprendente aspecto que tenía. En casi todos los lugares donde trabajaba, su exhibición era cerrada. En esta situación, Tom Norman conoció a un promotor italiano llamado Ferrari quien le propuso llevarse a Joseph al continente europeo. Debido a que Joseph Merrick ya no podía trabajar en Inglaterra, Norman decidió que este se marchara con Ferrari, aunque al promotor inglés nunca le dio buena impresión el italiano. 
Era costumbre por entonces que los promotores guardaran las ganancias de sus atracciones, así que Norman le dio las 50 libras que Joseph había ganado sin que este protestara. Ferrari y Joseph se embarcaron rumbo a Bélgica en junio de 1886. Lo que ambos no esperaban es que en Europa las leyes acerca de la exhibición de personas con deformidades eran muy severas. Y las exhibiciones de Joseph eran cerradas a los pocos días de ser abiertas no teniendo casi ganancias ni para sustentarse. Yendo de ciudad en ciudad, perseguidos por las autoridades llegaron a Bruselas. Allí, Ferrari abandonó a su suerte a Joseph llevándose las 50 libras que Merrick había ganado tras dos años de trabajo. 
Solo y sin conocer el idioma francés consiguió empeñar unas pocas pertenencias. Con gran dificultad llegó a Ostende, donde compró un pasaje para regresar a Inglaterra. Tuvo problemas para que le dejaran embarcar ya que un capitán no lo quiso en su barco. Logró al fin que le dejaran subir en otro navío, pero bajo la condición de que no se mezclara con el resto de los pasajeros. Como hacía mal tiempo tuvo que quedarse escondido en la cubierta a la intemperie durante las diez horas de viaje (la mayor parte de ellas de noche), lo que le provocó bronquitis. Atracó en la ciudad de Dover donde tomó un tren hacia Londres. En el tren también procuró subir a un vagón vacío y se escondió en un rincón para no ser observado a la vez que evitar un tumulto. 
Merrick llegó a la estación de Liverpool Street en Londres hacia las siete de la mañana del 24 de junio de 1886. Al bajar del tren, la gente se dio cuenta de su presencia y le empezaron a increpar, a rodearle e intentar quitarle la gorra con velo que escondía su cara. Joseph intentó escapar inútilmente. Cuando llegó la policía, Merrick estaba al borde de un ataque de locura, hablaba atropelladamente y no se podía hacer entender. No conocía absolutamente a nadie en Londres y no conocía la ciudad ya que a pesar de haber recorrido toda Inglaterra jamás salía de su caravana o de su lugar de exhibición. A las preguntas de la policía sólo acertó en enseñar la tarjeta del doctor Frederick Treves que había conservado durante casi dos años. Treves fue llamado a la estación y se lo llevó consigo al London Hospital. Allí le hizo ingresar de modo fraudulento, lo que le trajo problemas con sus superiores. 
El director del hospital entendió la situación de Joseph, pero el London Hospital no aceptaba por entonces enfermos crónicos. Se consideró la posibilidad de enviarlo a algún asilo, pero todos lo rechazaron. Joseph Merrick sugirió que lo mandasen a la instalación de un faro marítimo o a un asilo para ciegos y pidió reiteradamente que no lo mandaran a una Work House. Según Treves, sentía pánico ante la idea de poder volver a una institución semejante. El solicitar ir a un faro era porque en ese momento Joseph tenía auténtico pánico a la gente, y el ir al asilo de ciegos era para poder relacionarse con gente sin la angustia de que lo vieran y así lo trataran con normalidad.
Sin embargo, el director del hospital tuvo la idea de insertar un anuncio en la prensa solicitando ayuda económica para poder hacer un fondo para Joseph y así justificar el poder tenerlo alojado de por vida. La respuesta de la alta sociedad inglesa fue un éxito; se recibieron cuantiosas sumas de dinero. Solucionado el tema económico, se habilitaron unas habitaciones para Joseph que se convertirían en su último hogar. El joven hijo del carpintero encargado de los arreglos le acompañó, a veces tocando el violín. Cuando adquirió confianza, a veces audazmente se alejaba de sus aposentos para explorar el hospital, pero las enfermeras al descubrirle le regresaban a sus habitaciones, temiendo que pudiera asustar a los otros pacientes. A Treves le preguntaba sobre "el mundo real" y cuando le expresó su deseo de ver un hogar como los de las novelas de Jane Austen, Treves lo llevó a su casa, invitándolo a tomar el té con él y su esposa.
Nuevamente logró gran repercusión cuando la propia Alejandra, Princesa de Gales, y el duque de Cambridge se interesaron personalmente por la suerte del infortunado paciente. Sería ahí donde Merrick, una vez alcanzada la paz que tanto había ansiado, se dedicó a sus dos grandes pasiones: la lectura de novelas románticas y la escritura. También, pronto, y persuadido por el doctor Frederick Treves, Merrick comenzó a recibir visitas, a las cuales siempre sorprendió con su extraordinaria educación y sensibilidad. De entre las numerosas personalidades con las que se entrevistó destaca la Princesa de Gales, a quien recibió en una ocasión en mayo de 1887 y le enviaba cada año una tarjeta de felicitación navideña. Le regaló una foto firmada que él guardaba junto a la de su madre.

## Fallecimiento
En la mañana del 11 de abril de 1890, a los 27 años de edad, Joseph Carey Merrick fue encontrado muerto en su cama. Treves, tras un examen, concluyó que murió de asfixia al quedarse dormido. La cabeza de Merrick era enorme y solo con esfuerzo conseguía mantenerla erguida. Su desmesurado peso y tamaño impedían que Merrick pudiese dormir tumbado, obligándolo siempre a que lo hiciese sentado y en una posición especial; de otra forma, las deformidades le comprimían la tráquea y le dificultaban gravemente la respiración. Sin embargo, actualmente, tras análisis más detallados de su esqueleto, más que por asfixia, se estima como la causa más probable de su muerte que repentinamente su cabeza se inclinara debido a su desproporcionado peso y se lesionara la nuca.
En todos los homenajes a su persona siempre se cita como el rasgo más significativo de su carácter el coraje que supo imponer desde el primer momento a la inhumana crueldad de su enfermedad. Tampoco dejó de maravillar a sus interlocutores el trato dulce y educado que dispensaba, así como la sensibilidad especial con la que Merrick solía teñir sus impresiones. Llegó a trascender ampliamente el episodio en el que, ya al final de su vida, después de que una mujer le diera por primera vez la mano, Merrick se deshiciera y rompiera a llorar por la intensa emoción que le produjo no sentirse rechazado; sentimiento al que habría que unir la especial admiración que siempre sintió por el sexo femenino. Sin embargo, póstumamente el rasgo que mayor interés ha despertado de la personalidad de Joseph Merrick es cómo después de las humillaciones, las palizas y el ostracismo al que fue sometido, se mantuviera desprovisto de rencor, y siempre consiguiese sobreponer su carácter dulce e inocente. Tanto es así que Ashley Montagu, reconocido antropólogo de la Universidad de Princeton, escribió un estudio acerca de este increíble aspecto de su personalidad titulado El Hombre-Elefante: un estudio acerca de la dignidad humana. Por otro lado, y aunque durante largo tiempo de su vida se ignoró esta otra destacable cualidad, a Joseph Merrick se le reconoció una inteligencia por encima de la media. La sociedad de entonces quiso transformar a Merrick en un monstruo; pero él, con su carácter humano, desveló a la sociedad como tal.
Tenía un vocabulario extenso y, a pesar de proceder de la clase media y pasar un tiempo en el ambiente de la farándula, no solo sabía leer y escribir correctamente, sino que aún lo hacía con estilo notable; hechos que, en el Londres victoriano de fines del siglo XIX, resultarían sobresalientes para cualquier persona de clase media o baja. Precisamente es de los estudios de sus escritos de donde se deduce una persona de carácter ingenuo e infantil, y de mirada maravillada y simplificadora. Por último, es imprescindible subrayar el profundo amor que siempre sintió por su madre, mujer hermosa cuya muerte siempre reconoció y padeció como la tragedia más grande de su vida, incluso por encima de su atroz enfermedad. Quizá porque con su ausencia se le despojó de todo amor, y porque fue la única que vio tras él al hijo y al ser humano.

## La enfermedad

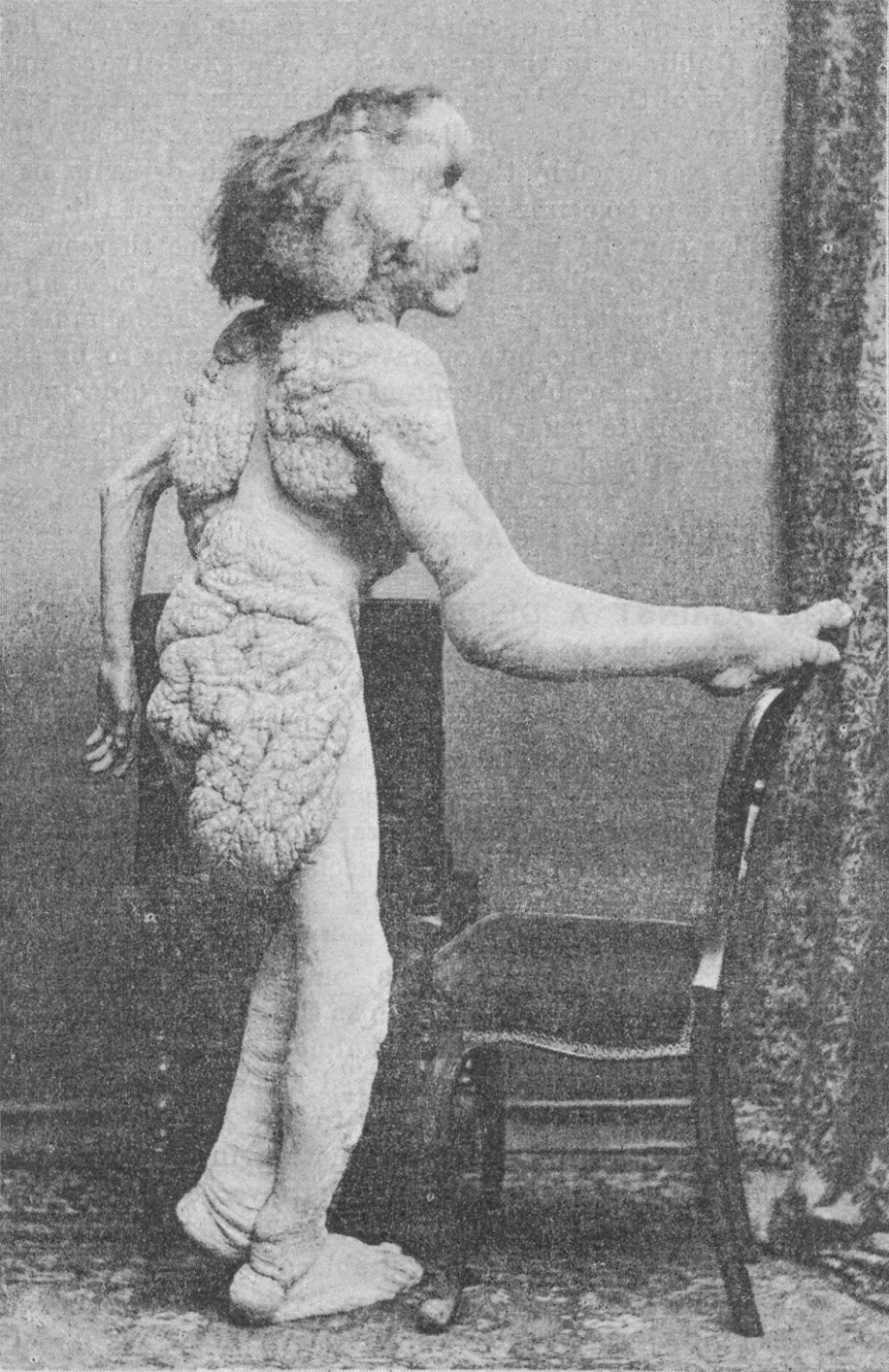
Fotografía de Joseph Merrick tomada para el estudio de la enfermedad en 1888.

Merrick, siempre bajo su mirada simplificadora e inocente y la creencia todavía generalizada en la impronta materna (se pensaba que las vivencias y emociones de la embarazada influían en la formación del feto), creyó que la causa de sus deformaciones procedía del ataque, durante una feria, de un elefante a su madre cuando esta se encontraba embarazada de él. De acuerdo con sus propias palabras:

Vi la luz por primera vez el 5 de agosto de 1862. Nací en Lee Street, Leicester. La deformidad que exhibo ahora se debe a que un elefante asustó a mi madre; ella caminaba por la calle mientras desfilaba una procesión de animales. Se juntó una enorme multitud para verlos, y desafortunadamente empujaron a mi madre bajo las patas de un elefante. Ella se asustó mucho. Estaba embarazada de mí, y este infortunio fue la causa de mi deformidad.

Desde un punto de vista científico, inicialmente se creyó que Merrick padecía filariasis, comúnmente denominada elefantiasis, y cuya causa es un gusano que actúa a modo de parásito. Sin embargo la filariasis es una enfermedad tropical que no tiene presencia en las islas británicas, y en ningún caso produce las graves deformaciones óseas que sufrió Merrick. Posteriormente, se rediagnosticó el caso y se pasó a creer que padeció neurofibromatosis, también conocida como enfermedad del hombre elefante. Tiempo después, también se descartó esta posibilidad, pues algunos síntomas característicos de la neurofibromatosis entran en clara contradicción con evidencias encontradas en el caso de Merrick. Actualmente, y de forma mayoritaria, la comunidad médica cree que la enfermedad que padeció fue una severa variación del síndrome de Proteus. Aun así, no se descarta que realmente se tratase de una enfermedad nueva, y de la cual Merrick tuviera el infortunio de haber sido el único caso registrado hasta ahora.
El propio doctor Frederick Treves se encargó de su autopsia y de preparar su esqueleto para la exhibición. También guardó en formol unas muestras de tejido de Joseph, pero desgraciadamente se perdieron durante un bombardeo en la Segunda Guerra Mundial. Treves lo hizo con la esperanza de que los avances de la medicina pudieran desentrañar en el futuro qué enfermedad afectó a Merrick. Gracias a la excelente conservación del esqueleto, se le han podido hacer pruebas radiológicas que señalan que el mal que sufría Joseph Merrick habría sido el síndrome de Proteus.
Existe un debate sobre el entierro de su esqueleto o dejarlo en manos de la ciencia. «A medida que Joseph Merrick era un cristiano devoto, sabemos que él hubiera querido ser sepultado», indicó Jeanette Sitton, fundadora de Amigos de Joseph Carey Merrick, al portal de la BBC. 
En el historial clínico del Royal London Hospital se describían así las deformaciones de Joseph Merrick: 

... una enorme y deformada cabeza, la extremidad superior derecha y ambas extremidades inferiores muy torcidas, acentuando alargamiento e hipertrofia de la mayor parte de los dedos de la mano derecha, escoliosis y una pronunciada cojera en la cadera izquierda. Presentaba innumerables nódulos y masas papilares, a modo de coliflor, ampliamente diseminadas en la piel y tejidos blandos del cuero cabelludo, parte derecha de la cara, espalda, posaderas y extremidades. Del maxilar superior sobresalía una masa de hueso, creando una apariencia peculiar a modo de probóscide; esta masa había recidivado después de su resección a la edad de 20 años.

Merrick llegó a describirse a sí mismo de la siguiente manera: 

Mi cráneo tiene una circunferencia de 91,44 cm, con una gran protuberancia carnosa en la parte posterior del tamaño de una taza de desayuno. La otra parte es, por describirla de alguna manera, una colección de colinas y valles, como si la hubiesen amasado, mientras que mi rostro es una visión que ninguna persona podría imaginar. La mano derecha tiene casi el tamaño y la forma de la pata delantera de un elefante, midiendo más de 30 cm de circunferencia en la muñeca y 12 en uno de los dedos. El otro brazo con su mano no son más grandes que los de una niña de diez años de edad, aunque bien proporcionados. Mis piernas y pies, al igual que mi cuerpo, están cubiertos por una piel gruesa y con aspecto de masilla, muy parecida a la de un elefante y casi del mismo color. De hecho, nadie que no me haya visto creería que una cosa así pueda existir.

El 5 de mayo de 2019, la autora Jo Vigor-Mungovin descubrió la tumba sin marcar donde se inhumaron los restos no óseos de Merrick en el cementerio de la City de Londres.

## Merrick y el arte
Una de las personalidades que más ayudó a Merrick fue una actriz, de apellido Kendall. La señora Kendall se sensibilizó mucho por el caso de Joseph y se movilizó para ayudar a recaudar fondos para él. Aunque parezca insólito, Merrick y la señora Kendall nunca se conocieron en persona puesto que ella por aquellos días estaba de gira por Inglaterra y Estados Unidos. Se carteaban y una vez Joseph le comentó que siempre le hubiera gustado aprender el oficio de cestero. La señora Kendall contrató a un artesano cestero que lo enseñó. Aun teniendo serias dificultades con su mano derecha, aprendió rápidamente el oficio. Pasaba mucho tiempo fabricando cestos y otros utensilios en mimbre que luego regalaba a todo aquel que tenía amistad con él o que lo trataba con amabilidad y respeto. Era su manera de sentirse útil. A pesar de que su mano izquierda era pequeña y frágil como la de un niño de doce años y la derecha enorme, tenía una gran habilidad y paciencia para los trabajos manuales. También lo demuestran las construcciones de cartón que hizo y que regalaba a todo aquel que era amable con él. Ha sobrevivido una, que está expuesta en el London Hospital y representa a la iglesia que Merrick podía ver desde la ventana de su habitación en el hospital, y destaca por la minuciosidad de sus detalles. Fue un regalo para la propia señora Kendall.
Cuando le contó su pesar por no haber ido nunca a un teatro, su protectora le reservó un palco en el teatro de Drury Lane para que Treves y varias enfermeras lo acompañaran a ver una representación de El gato con botas, que le fascinó. Según el relato de Treves, alcanzó la mayor felicidad unos meses antes de su muerte, cuando pudo ir al campo y disfrutar por primera vez de la naturaleza, invitado a pasar unas semanas en una casa en la campiña por una de las acomodadas damas que lo visitaban.

## El esqueleto de Joseph y su fe religiosa
En el museo del Royal London Hospital actualmente no se exhibe el esqueleto de Joseph, pero sí algunas pertenencias suyas: un sofá con ruedas que tuvo en sus dependencias en el hospital para su comodidad, cartas manuscritas suyas, el libro de admisiones del hospital con su entrada, el gorro con el trapo cosido que le cubrían la cara y la cabeza (fabricado por Tom Norman) y vaciados de yeso que le realizaron una vez muerto. Aunque durante años la prensa sensacionalista aseguró que el cantante Michael Jackson quería comprar sus restos, el artista lo desmintió rotundamente durante una entrevista con Oprah Winfrey en 1993.
Existe un debate sobre el entierro de su esqueleto o dejarlo en manos de la ciencia. «En la medida de que Joseph Merrick era un cristiano devoto, sabemos que él habría querido ser sepultado», indicó Jeanette Sitton, fundadora de Amigos de Joseph Carey Merrick, al portal de la BBC. Joseph Merrick era un fiel devoto protestante y se identificó siempre con la Iglesia bautista. En más de una ocasión manifestó que su madre de pequeño siempre le leía los Salmos, de los cuales el Salmo 23 era su favorito. En sus últimos años escribió un cuarteto que unió a otros cuatro versos del poeta y pastor protestante Isaac Watts, autor de más de 750 himnos cantados hasta hoy en congregaciones bautistas en todo el mundo.

## Firma
Merrick era diestro, pero la deformidad de su mano derecha lo obligó a volver a aprender a escribir con la izquierda y logró hacerlo, con la gran voluntad que lo caracterizaba, con una caligrafía elegante y perfectamente legible. Firmaba sin rúbrica, simplemente escribía «Joseph Merrick».

## Legado
En 1923, el doctor Treves publicó The Elephant Man and Other Reminiscences, que fue durante mucho tiempo la única fuente principal para la vida y conocimiento de Merrick, pero muestra varias inexactitudes. Merrick nunca reveló por completo su infancia a Treves, por lo que estos detalles son muy vagos en la obra. El error más extraño es el cambio del nombre de Joseph a John, tanto en este libro como en los artículos que escribió para revistas médicas especializadas. El joven firma como Joseph en los documentos conservados y en el manuscrito del libro, Treves empieza escribiendo Joseph pero lo tacha y pone John. Se cree que fue un intento de mantener su privacidad. Como fuera, el error persistió la mayor parte del siglo XX, porque los biógrafos posteriores se basaron en la obra de Treves.
El doctor también representa a Tom Norman como un borracho cruel que explotó implacablemente a Merrick. El propio Norman negó tal caracterización en una carta pública en el periódico World Fair al publicarse el libro y después en sus memorias y dijo que proporcionó a sus representados un medio de ganarse la vida y que en el London Hospital Merrick seguía en exhibición, solo que sin el control de cuándo y cómo ser visto.
En 1971, el antropólogo Ashley Montagu publicó The Elephant Man: A Study in Human Dignity, donde cuestiona más puntos de la obra de Treves. Por ejemplo, señala que Merrick no conservaba memoria de su madre. Sin embargo, Carr Gomm, presidente del comité del London Hospital, señala que Merrick llevaba una foto de su madre con él, y critica la suposición de Treves de que su madre era «inútil e inhumana». En 1980, Michael Howell y Peter Ford publicaron The True History of Elephant Man, fruto de su detallada investigación en los archivos. Además de demostrar que su nombre era Joseph y no John, pudieron reconstruir muchos detalles de su vida y refutaron las inexactitudes del relato de Treves, demostrando que su madre era cultivada y cariñosa y que Merrick eligió deliberadamente exhibirse para ganarse la vida.

## Merrick en el cine
El director estadounidense David Lynch llevó al cine la vida de Joseph Merrick en la película muy dramatizada y con algunas licencias artísticas, El hombre elefante (1980). En ella, John Hurt interpreta a Joseph Merrick y Anthony Hopkins, al doctor Frederick Treves. Fue nominada a ocho premios Óscar —incluyendo actor, dirección artística, vestuario y director—. Proclamada como una de las mejores películas dramáticas de la historia del cine, fue alabada por la crítica como acogedora, bellísima, atractiva e inquietante cinta, convirtiéndose así en una película de culto.

## El poema de Watts
Joseph Merrick siempre impresionó por su especial sensibilidad. Un reflejo de ello es un cuarteto que escribió y que unió a otros cuatro versos del poeta y pastor protestante Isaac Watts, que escribió tres libros de poesía. Los bautistas suelen usarlos como himnos cantados en sus servicios religiosos. Este en concreto, que parece el favorito de Joseph, se encuentra en el libro segundo de Horae Lyricae. Es un fragmento de un poema titulado False Greatness (Falsa grandeza), cuyos cuatro primeros versos son de Merrick; los cuatro últimos son de Watts:

Is true that my form is something odd,

But blaming me is blaming God;

Could I create myself anew

would not fail pleasing you.

If I could reach from pole to pole

Or grasp the ocean with a span,

I would be measured by the soul

The mind´s the standard of the man.
Es cierto que mi forma es muy extraña,

pero culparme por ello es culpar a Dios;

si yo pudiese crearme a mí mismo de nuevo

procuraría no fallar en complacerte.

Si yo pudiese alcanzar de polo a polo

o abarcar el océano con mis brazos,

pediría que se me midiese por mi alma,

La mente es la medida del hombre.
J. Merrick